# Liste der Biografien/May
Liste der Biografien |
Portal Biografien |
Personensuche
# |
A |
B |
C |
D |
E |
F |
G |
H |
I |
J |
K |
L |
M |
N |
O |
P |
Q |
R |
S |
T |
U |
V |
W |
X |
Y |
Z |
?
 
Ma |
Mb |
Mc |
Md |
Me |
Mf |
Mg |
Mh |
Mi |
Mj |
Mk |
Ml |
Mm |
Mn |
Mo |
Mp |
Mq |
Mr |
Ms |
Mt |
Mu |
Mv |
Mw |
Mx |
My |
Mz
 
Maa |
Mab |
Mac |
Mad |
Mae |
Maf |
Mag |
Mah |
Mai |
Maj |
Mak |
Mal |
Mam |
Man |
Mao |
Map |
Maq |
Mar |
Mas |
Mat |
Mau |
Mav |
Maw |
Max |
May |
Maz
 
Maya |
Mayb |
Mayc |
Mayd |
Maye |
Mayf |
Mayh |
Mayi |
Mayk |
Mayl |
Maym |
Mayn |
Mayo |
Mayr |
Mays |
Mayt |
Mayu |
Mayv |
Mayw
Die Liste der Biografien führt alle Personen auf, die in der deutschsprachigen Wikipedia einen Artikel haben. Dieses ist eine Teilliste mit 235 Einträgen von Personen, deren Namen mit den Buchstaben „May“ beginnt.

## May
- May, altägyptischer Beamter, Bürgermeister
- May Canellas, Marie-Chantal (* 1973), Schweizer Richterin
- May J. (* 1988), japanische R&B-Pop-Sängerin
- May van Schellinkhout, Jan Jacobs, niederländischer Seefahrer und Walfangkapitän
- May, Abraham Bernard (1912–1993), namibischer Chirurg und Bürgermeister
- May, Alan (* 1965), kanadischer Eishockeyspieler und -trainer
- May, Albrecht Friedrich (1773–1853), Schweizer Politiker, Sekretär und Diplomat
- May, Alexander (1927–2008), deutscher SchauspielerAlexander May (1927–2008)

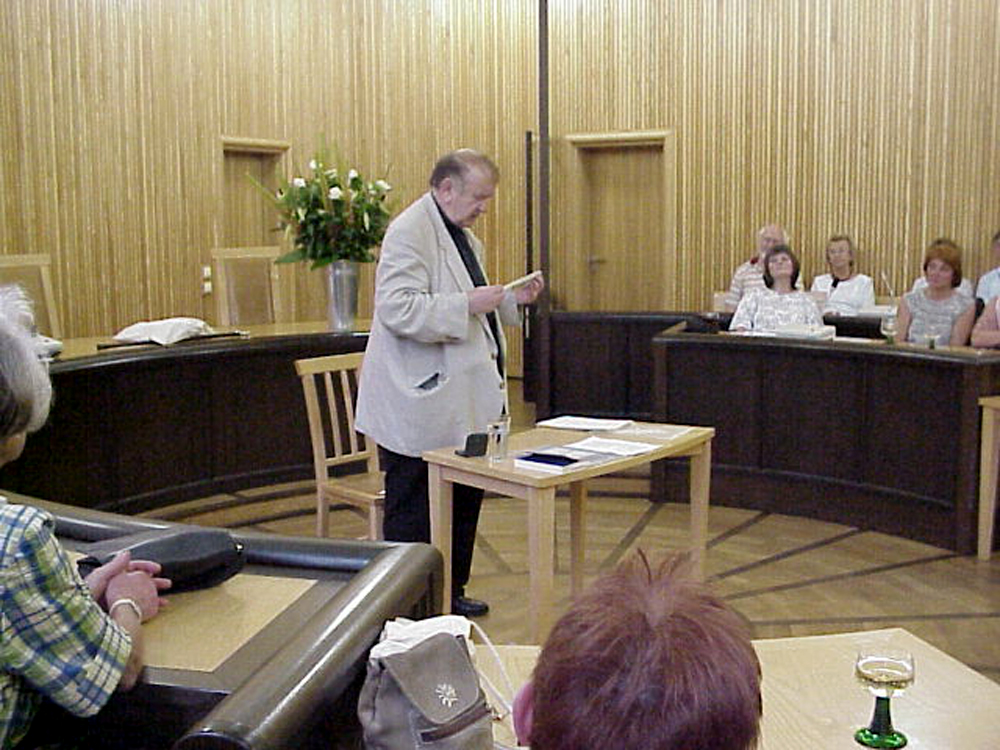
Alexander May (1927–2008)

- May, Alexander (* 1970), deutscher Theaterleiter und Regisseur für Musiktheater, Schauspiel und Hörbücher
- May, Andreas (1817–1899), deutscher Jurist und Dramatiker
- May, Andrew J. (1875–1959), US-amerikanischer Politiker
- May, Angelica (1933–2018), deutsche Cellistin und Musikpädagogin
- May, Anne (* 1961), deutsche Literaturwissenschaftlerin und Bibliothekarin
- May, Arne (* 1961), deutscher Neurologe und Neurowissenschaftler
- May, Arthur (1902–1933), deutscher Journalist, Politiker (KPD) und Widerstandskämpfer
- May, Artur (1922–2019), deutscher Jurist und Richter am Bundessozialgericht
- May, Barbara (* 1961), österreichische Schauspielerin und Schauspielpädagogin
- May, Bartholomäus (* 1446), bernischer Heerführer und Staatsmann
- May, Beat Emanuel von (1734–1802), schweizerischer Militärschriftsteller, Militär und Historiker
- May, Beat Ludwig (1697–1747), Schweizer Offizier und Politiker
- May, Bernhard (1783–1856), deutscher Müller und Revolutionär
- May, Bill (* 1979), US-amerikanischer Synchronschwimmer
- May, Billy (1916–2004), US-amerikanischer Musiker, Komponist, Arrangeur und Bandleader
- May, Bob (1939–2009), US-amerikanischer Schauspieler und Stuntman
- May, Brad (* 1971), kanadischer Eishockeyspieler und -trainer
- May, Brian (1934–1997), australischer Komponist für Filmmusik
- May, Brian (* 1947), britischer Gitarrist, Komponist, Sänger, Astrophysiker, Sachbuchautor und TierschützerBrian May (* 1947)

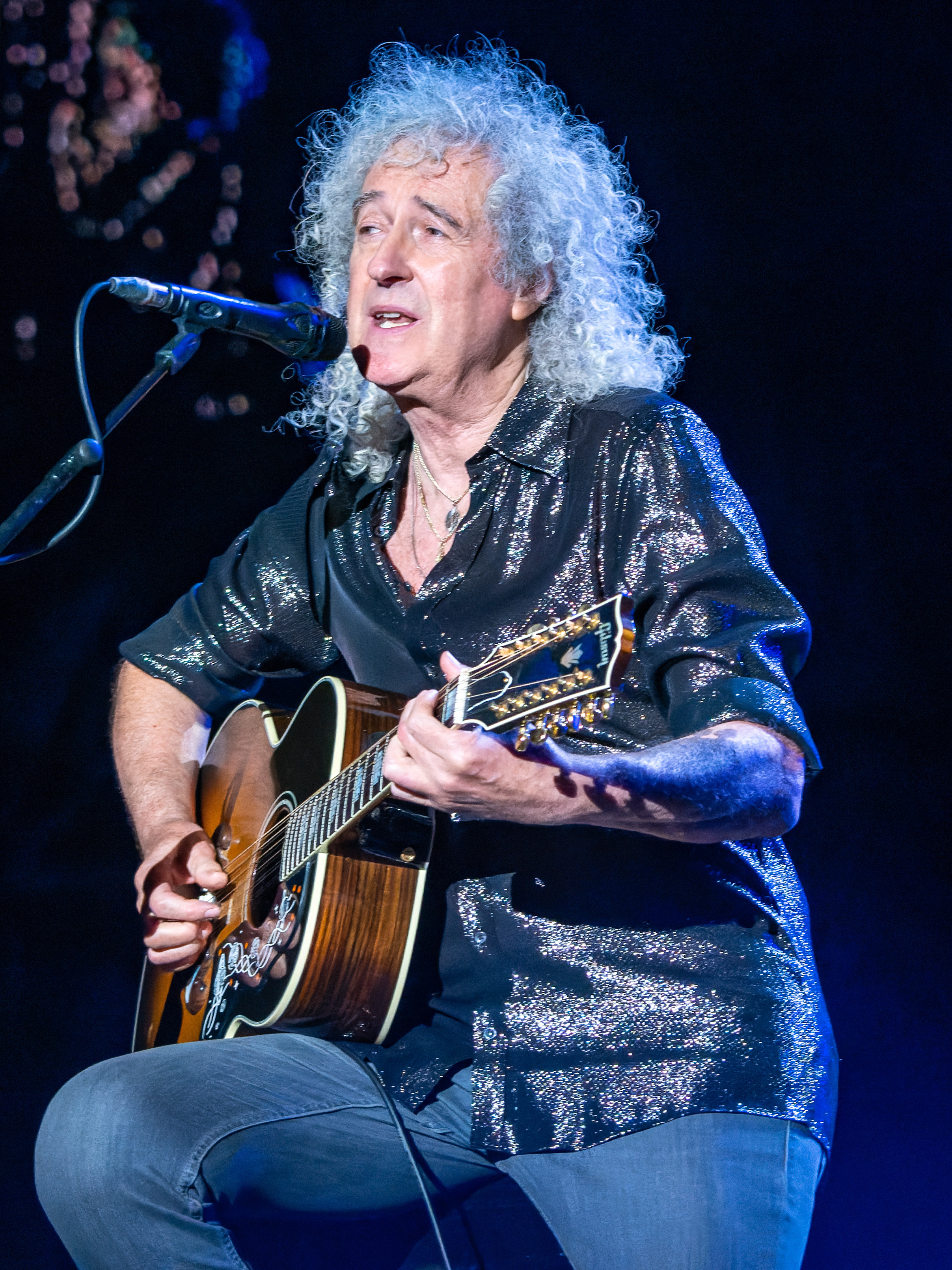
Brian May (* 1947)

- May, Butler (1894–1917), US-amerikanischer Vaudeville-Künstler, Sänger, Songwriter, Pianist und Komiker
- May, Carl (1747–1822), deutscher Phelloplastiker (Korkschnitzer)
- May, Carl Christian Wilhelm (1777–1846), deutscher Kommunalpolitiker
- May, Carl Friedrich Rudolf (1768–1846), Schweizer Politiker
- May, Catherine Dean (1914–2004), US-amerikanische Politikerin
- May, Charles S. (1830–1901), US-amerikanischer Politiker
- May, Christine (* 1948), schottische Politikerin
- May, Christof (* 1970), deutscher Jazzmusiker
- May, Christof (1973–2022), deutscher römisch-katholischer Geistlicher, Regens und Bischofsvikar sowie Domherr in Limburg
- May, Corinna (* 1970), deutsche Sängerin
- May, Cornelis Jacobszoon, Generaldirektor von Nieuw Nederland (heute: New York City)
- May, Daniel (* 1981), deutscher Politiker (Die Grünen), MdL
- May, David, Schweizer DJ
- May, David (* 1951), britischer Informatiker
- May, David (* 1970), englischer Fußballspieler
- May, Deborah, US-amerikanische Film-, Fernseh- und Theaterschauspielerin
- May, Derrick (* 1963), US-amerikanischer DJ und MusikerDerrick May (* 1963)

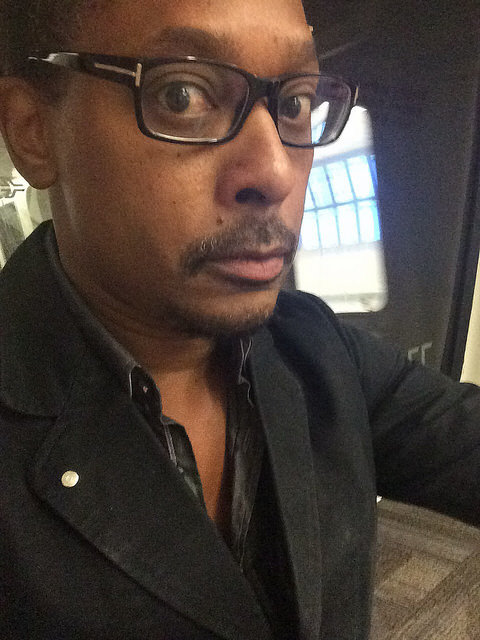
Derrick May (* 1963)

- May, Dick (1859–1925), französische Journalistin und Schriftstellerin
- May, Doro (* 1953), deutsche Schriftstellerin
- May, Dwight (1822–1880), US-amerikanischer Politiker
- May, Earl (1927–2008), US-amerikanischer Jazz-Bassist des Modern Jazz und Swing
- May, Edgar (* 1960), deutscher Kabarettist
- May, Edmund (1859–1914), deutscher Theateragent und -direktor, Künstlerischer Leiter, Chefredakteur und Verleger
- May, Edmund (1876–1956), deutscher Architekt und Fachschullehrer
- May, Edna (1878–1948), US-amerikanische Schauspielerin und Sängerin
- May, Eduard (1905–1956), deutscher Biologe, Wissenschaftstheoretiker und Naturphilosoph
- May, Edwin H. (1924–2002), US-amerikanischer Politiker
- May, Ekkehard (* 1937), deutscher Japanologe
- May, Elaine (* 1932), US-amerikanische Schauspielerin, Drehbuchautorin und FilmregisseurinElaine May (* 1932)

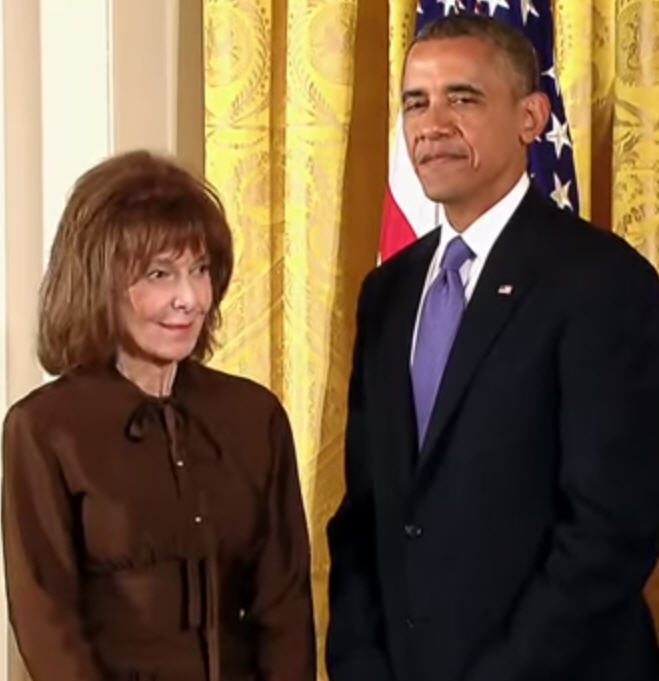
Elaine May (* 1932)

- May, Elizabeth (* 1954), kanadische Politikerin und Publizistin
- May, Elizabeth (* 1983), luxemburgische Triathletin
- May, Elmar (1939–1999), deutscher Fußballspieler
- May, Emil (1850–1933), deutscher Wasserbauinspektor
- May, Ernest (1878–1952), britischer Hammer-, Speer- und Diskuswerfer
- May, Ernst (1886–1970), deutscher Architekt und Stadtplaner
- May, Eugen (* 1954), deutscher Schauspieler
- May, Eva (1902–1924), österreichische Stummfilmschauspielerin
- May, Eva-Maria (* 1985), deutsche Schauspielerin und Sängerin
- May, Ferdinand (1896–1977), deutscher Möbelhändler, Dramaturg und Autor
- May, Ferdinand (1898–1978), deutscher Urologe sowie Hochschullehrer
- May, Fiona (* 1969), italienische Weitspringerin britischer HerkunftFiona May (* 1969)

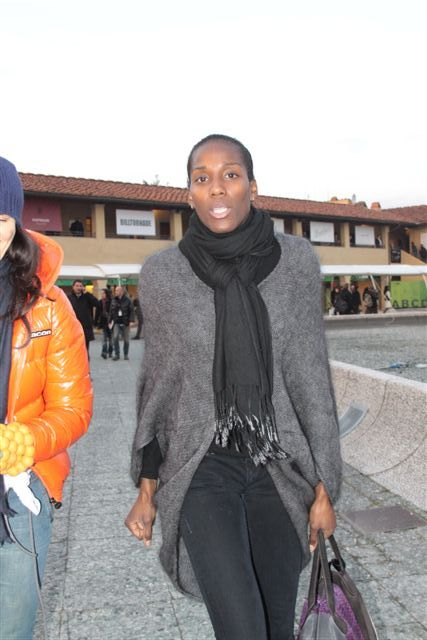
Fiona May (* 1969)

- May, Florence (1845–1923), englische Pianistin, Musikschriftstellerin und Komponistin
- May, Francis Henry (1860–1922), britischer Kolonialgouverneur
- May, Franz (1869–1938), deutscher Kaufmann, Politiker und Senator in Bremen
- May, Franz (1903–1969), deutscher Politiker (NSDAP), MdR und SA-Führer
- May, Friedrich Amadeus Sigmund von (1801–1883), Schweizer Privatgelehrter, Schlossherr und Autor
- May, Friedrich Wilhelm (1820–1905), deutscher Politiker (DFP), Mitglied des Landtages (Königreich Sachsen)
- May, Fritz (1914–1993), deutscher Politiker (NPD), MdL Rheinland-Pfalz
- May, Georg (1819–1881), deutscher Amtstierarzt, Tierzuchtinspektor und Tierzuchtlehrer
- May, Georg (* 1926), deutscher katholischer Theologe und Apostolischer Protonotar
- May, Georg Oswald (1738–1816), deutscher Porträtmaler
- May, Gerhard (1898–1980), österreichischer evangelischer Bischof
- May, Gerhard (1940–2007), österreichischer Hochschullehrer, Professor für Kirchengeschichte an der Johannes Gutenberg-Universität Mainz
- May, Gisela (1924–2016), deutsche Schauspielerin und Diseuse
- May, Guido (* 1968), deutscher Schlagzeuger
- May, Gustav (1897–1975), deutsch-österreichischer Schauspieler
- May, Hans (1886–1958), österreichisch-deutsch-britischer Komponist
- May, Hans (1931–2019), deutscher evangelisch-lutherischer Theologe
- May, Heinrich (1883–1914), deutscher Schauspieler und Regisseur
- May, Heinz (1878–1954), deutscher Maler
- May, Hellmut (1921–2011), österreichischer Eiskunstläufer
- May, Helmut (1929–2013), deutscher Komponist
- May, Henning (* 1992), deutscher MusikerHenning May (* 1992)

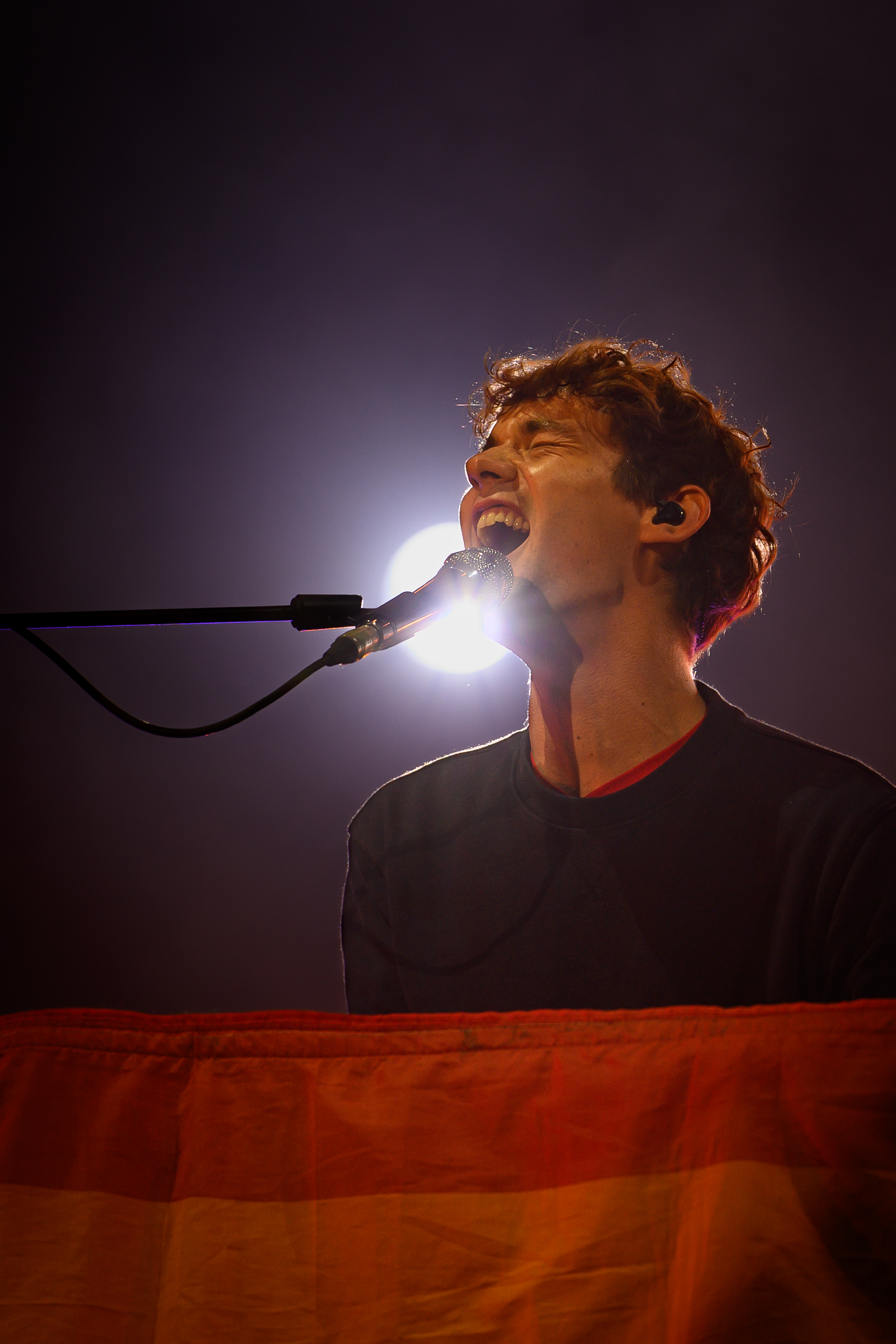
Henning May (* 1992)

- May, Henriette (1862–1928), deutsche Frauenrechtlerin, Lehrerin und Sozialarbeiterin
- May, Henry (1816–1866), US-amerikanischer Politiker
- May, Herbert (1926–2012), deutscher Basketballfunktionär und -schiedsrichter
- May, Herbert (* 1958), deutscher Historiker, Hausforscher, Denkmalpfleger und Museumsleiter
- May, Hermine (* 1973), rumänische Opernsängerin (Mezzosopran)
- May, Hugh (1621–1684), englischer Architekt
- May, Iba (* 1998), deutscher Fußballspieler
- May, Imelda (* 1974), irische Rockabilly-Sängerin
- May, Ira (* 1987), Schweizer Soulsängerin
- May, Isabel (* 2000), US-amerikanische SchauspielerinIsabel May (* 2000)

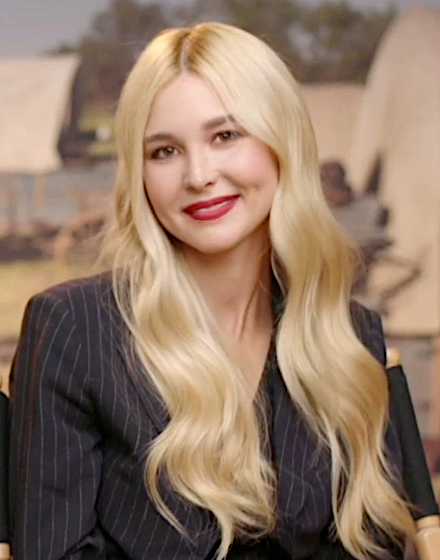
Isabel May (* 2000)

- May, Isabella (1850–1926), englisch-neuseeländische Suffragette, Mitglied der Women’s Christian Temperance Union New Zealand und Kleidungsreformer
- May, J. Peter (* 1939), US-amerikanischer Mathematiker
- May, Jack (Tennisspieler) (1925–2012), australischer Tennisspieler
- May, Jakob, deutscher Fußballspieler
- May, James (* 1963), britischer Moderator und Journalist
- May, Jan (* 1995), deutscher Bahnradsportler
- May, Jan Felix (* 1993), deutscher Jazzmusiker (Piano, Komposition)
- May, Jesse (* 1980), US-amerikanischer Pokerspieler und -Kommentator
- May, Jessica (* 1979), tschechische Pornodarstellerin
- May, Jessica (* 1993), brasilianisch-türkische Schauspielerin
- May, Jessica (* 1999), deutsche Fußballspielerin
- May, Jochen, deutscher Basketballspieler
- May, Jodhi (* 1975), britische Film- und TheaterschauspielerinJodhi May (* 1975)

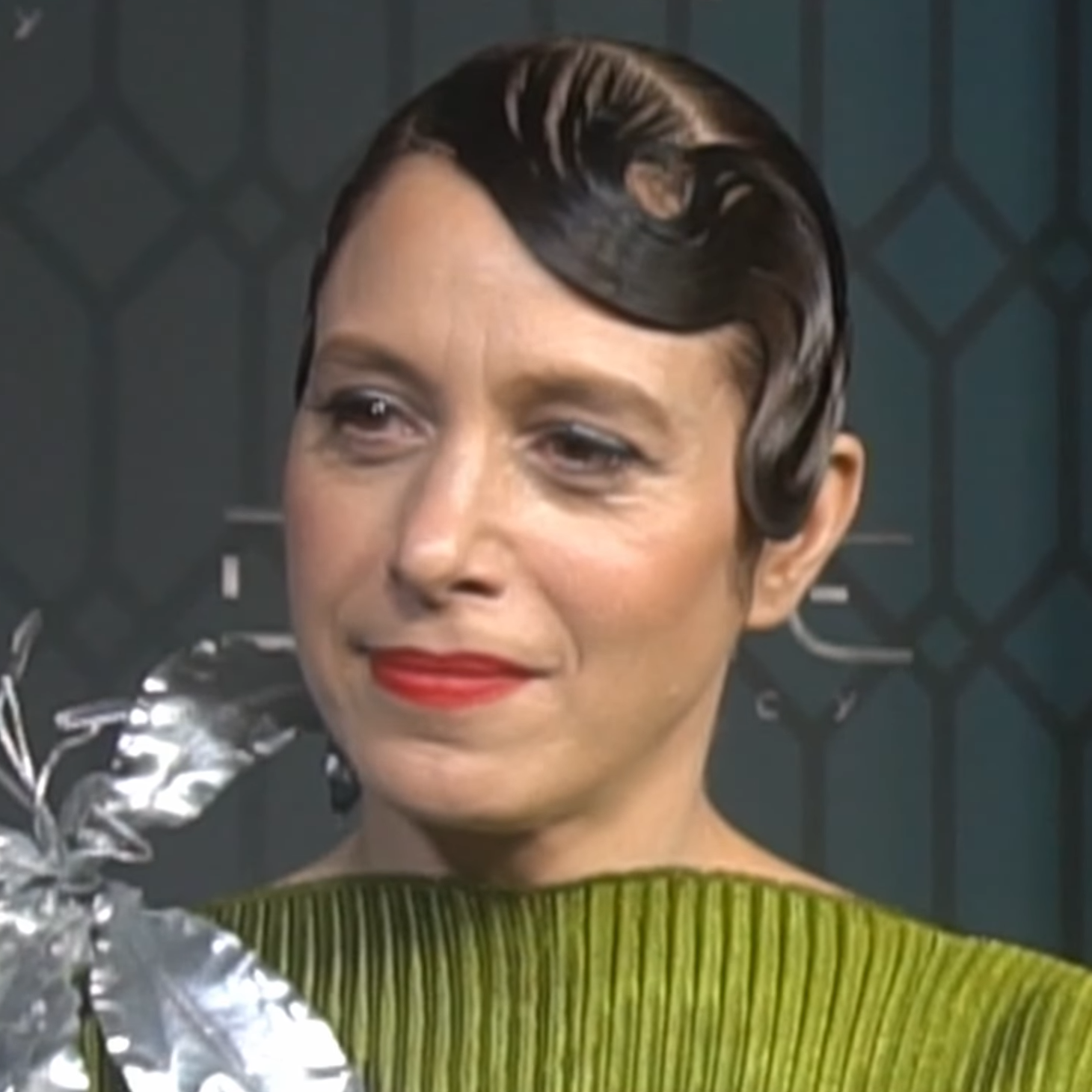
Jodhi May (* 1975)

- May, Joe (1880–1954), österreichischer Regisseur und Produzent
- May, Johann Burchard (1652–1726), deutscher Philologe und Historiker
- May, Johann Carl (1745–1824), Politiker und Gutsherr
- May, Johann Ernst (1785–1861), preußischer Generalmajor und Kommandeur der 6. Landwehr-Brigade
- May, Johann Friedrich (1697–1762), deutscher Politikwissenschaftler
- May, Johann Heinrich der Ältere (1653–1719), deutscher lutherischer Theologe, Philologe und Historiker
- May, Johann Heinrich der Jüngere (1688–1732), deutscher Orientalist und Hebraist
- May, Johann Martin (1793–1866), Politiker Freie Stadt Frankfurt
- May, Johann Martin (1825–1919), Kaufmann und Politiker der Freien Stadt Frankfurt
- May, Johannes, deutscher Mediziner, Leibarzt und Hochschullehrer
- May, Johannes (1592–1671), fränkischer Arzt und Stadtphysicus
- May, John D’Arcy (* 1942), australischer Theologe
- May, John Lawrence (1922–1994), US-amerikanischer Geistlicher, römisch-katholischer Bischof
- May, Jonny (* 1990), englischer Rugby-Union-Spieler
- May, Joseph (* 1976), kanadischer Schauspieler und Synchronsprecher britischer Herkunft
- May, Julian (1931–2017), US-amerikanische Schriftstellerin
- May, Julie von (1808–1875), Schweizer Frauenrechtlerin
- May, Jürgen (* 1942), deutscher Mittelstrecken-, Langstrecken- und Hindernisläufer
- May, Jürgen (* 1950), deutscher Politiker (SPD), MdL
- May, Jürgen (* 1965), deutscher Tropenmediziner und Hochschullehrer
- May, Karl (1842–1912), deutscher SchriftstellerKarl May (1842–1912)

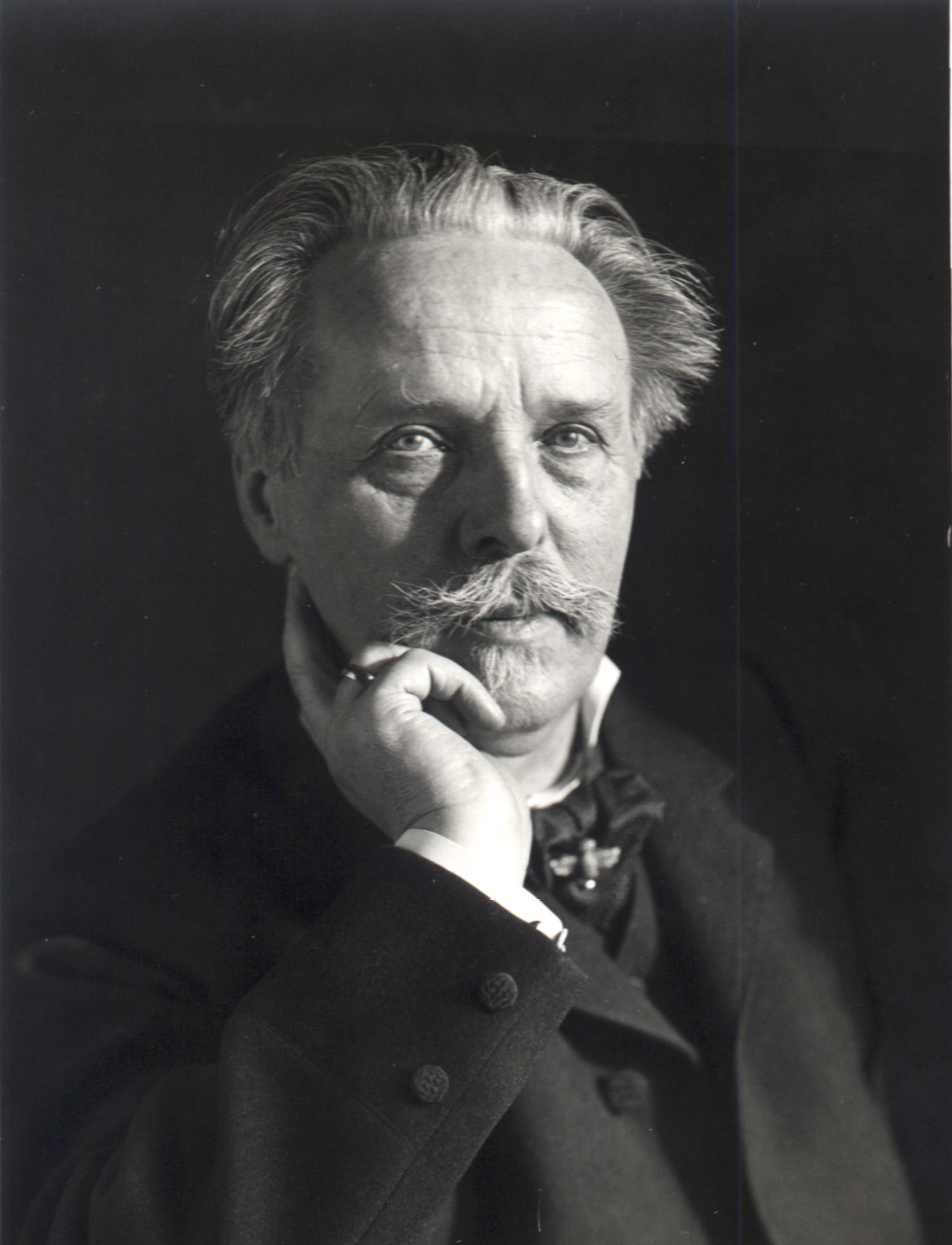
Karl May (1842–1912)

- May, Karl (1884–1961), fränkischer Künstler
- May, Karl M. (1893–1943), österreichischer Komponist von Schlagern, Revuen, Operetten und Filmmusiken
- May, Karl-Hermann (1903–1990), deutscher evangelischer Theologe und Historiker
- May, Kenneth (1915–1977), US-amerikanischer Mathematikhistoriker
- May, Kiley, kanadische Geschichtenerzählerin, Schauspielerin, Drehbuchautorin, Filmemacherin und Two-Spirit-Aktivistin
- May, Klara (1864–1944), deutsche Universalerbin, Testamentsvollstreckerin, Witwe Karl Mays
- May, Klaus (1939–2004), deutscher Bahnradsportler
- May, Kristina (* 1987), kanadische Beachvolleyballspielerin
- May, Kurt (1892–1959), deutscher Germanist
- May, Lin (1973–2023), deutsch-irakische Bildhauerin
- May, Mabel (1877–1971), kanadische Malerin
- May, Manfred (* 1948), deutscher Künstler und Kurator
- May, Márcio (* 1972), brasilianischer Radrennfahrer
- May, Maria (1900–1968), deutsche Textildesignerin
- May, Maria (* 1998), US-amerikanische Balletttänzerin, Kinderdarstellerin und Synchronsprecherin
- May, Maria Theresia (1851–1927), österreichische Journalistin und Schriftstellerin
- May, Martin (* 1961), deutscher Schauspieler, Drehbuchautor, Hörspiel- und SynchronsprecherMartin May (* 1961)

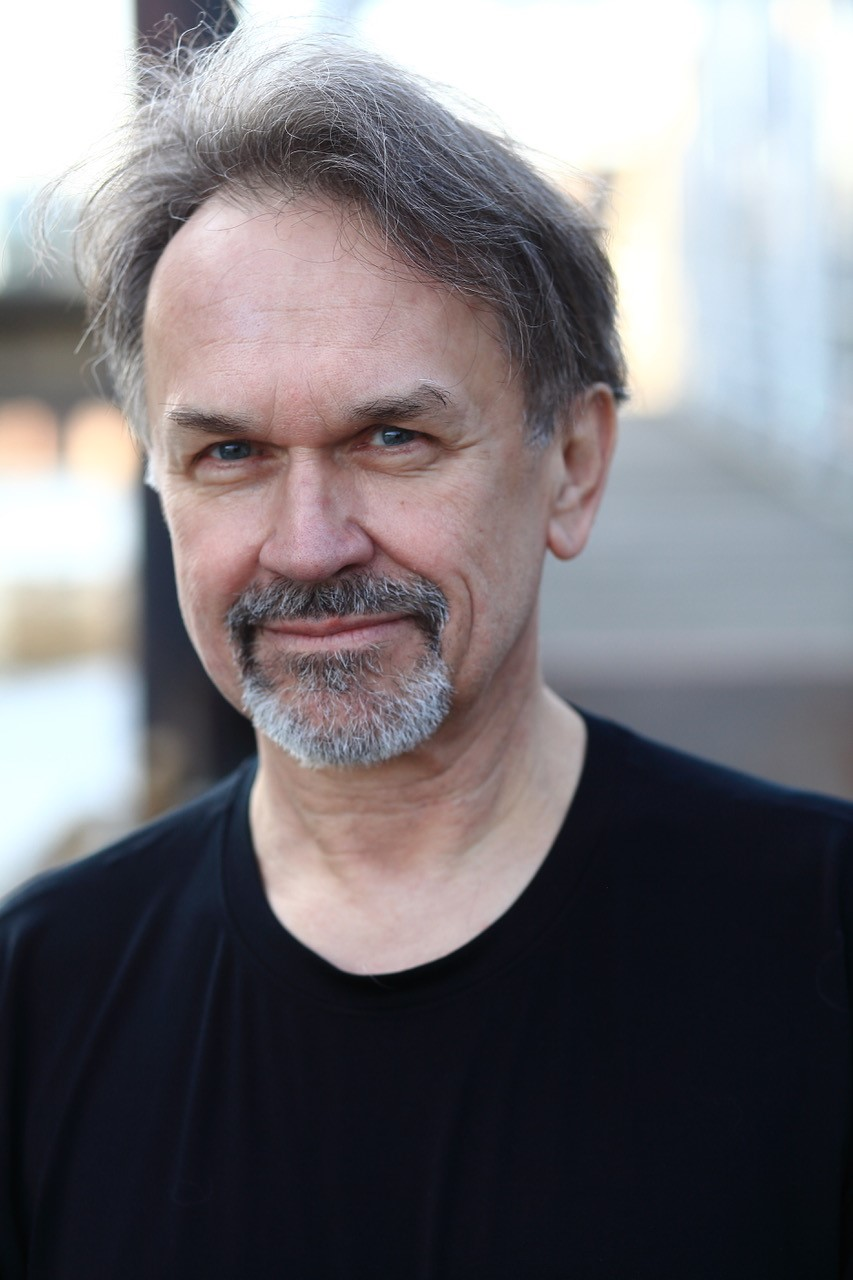
Martin May (* 1961)

- May, Mathilda (* 1965), französische Schauspielerin
- May, Matthias (1884–1923), deutscher Maler und Grafiker
- May, Maximilian (* 1988), deutscher Straßenradrennfahrer
- May, Melina (* 1995), deutsche Pornodarstellerin
- May, Mia (1884–1980), österreichische Stummfilmschauspielerin
- May, Michael (* 1934), Schweizer Automobilrennfahrer
- May, Michael (* 1973), deutscher Politikwissenschaftler
- May, Michaela (* 1952), deutsche Schauspielerin und Hörbuch- sowie HörspielsprecherinMichaela May (* 1952)

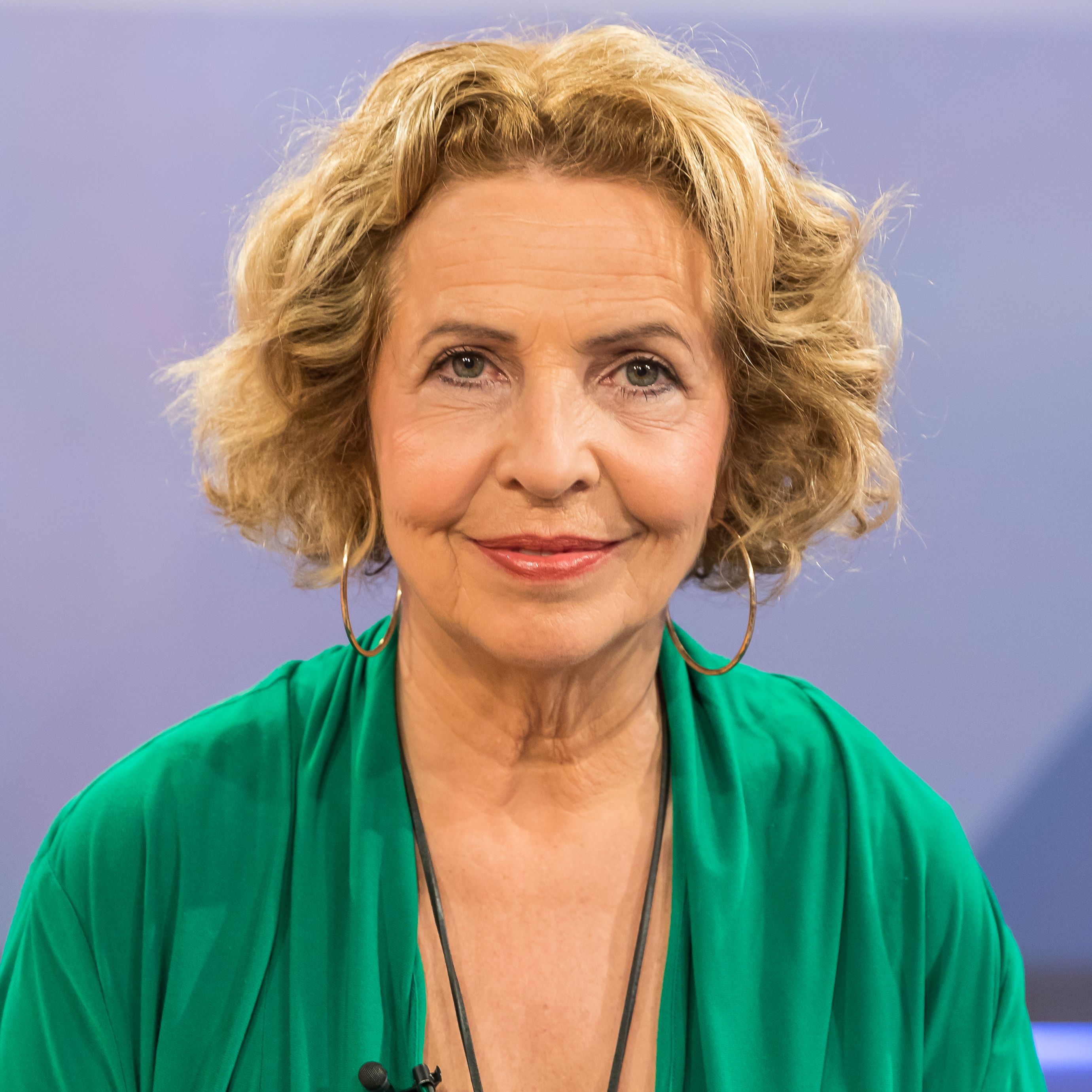
Michaela May (* 1952)

- May, Miranda (* 1996), US-amerikanische Schauspielerin
- May, Missy (* 1986), österreichische Moderatorin, Sängerin und Schauspielerin
- May, Mitchell (1870–1961), US-amerikanischer Jurist und Politiker
- May, Moira (* 1991), deutsche Synchronsprecherin
- May, Nicholas (* 1989), deutscher Basketballspieler
- May, Niklas (* 2002), deutscher Fußballspieler
- May, Nina (* 1965), deutsche Autorin und Journalistin
- May, Olivia (* 1985), US-amerikanische Schauspielerin, Sängerin und Musikerin
- May, Olivier (* 1957), Schweizer Schriftsteller
- May, Otto (1833–1914), deutscher Gutsinspektor, Generalsekretär des Landwirtschaftlichen Vereins in Bayern und Honorarprofessor an der Technischen Universität München
- May, Otto (* 1897), deutscher Propagandafunktionär
- May, Otto (* 1951), deutscher Gymnasiallehrer und Postkartensammler
- May, Otto Heinrich (1887–1977), deutscher Historiker und Bibliothekar
- May, Paul (1909–1976), deutscher Filmregisseur, Filmeditor, Drehbuchautor und Filmproduzent
- May, Peter (* 1951), schottischer Schriftsteller
- May, Peter (* 1958), deutscher Unternehmensberater
- May, Phil (1944–2014), australischer Weit- und Dreispringer
- May, Phil (1944–2020), britischer Sänger und Komponist
- May, Philipp (1776–1851), nassauischer Politiker
- May, Ralphie (1972–2017), US-amerikanischer Comedian und SchauspielerRalphie May (1972–2017)

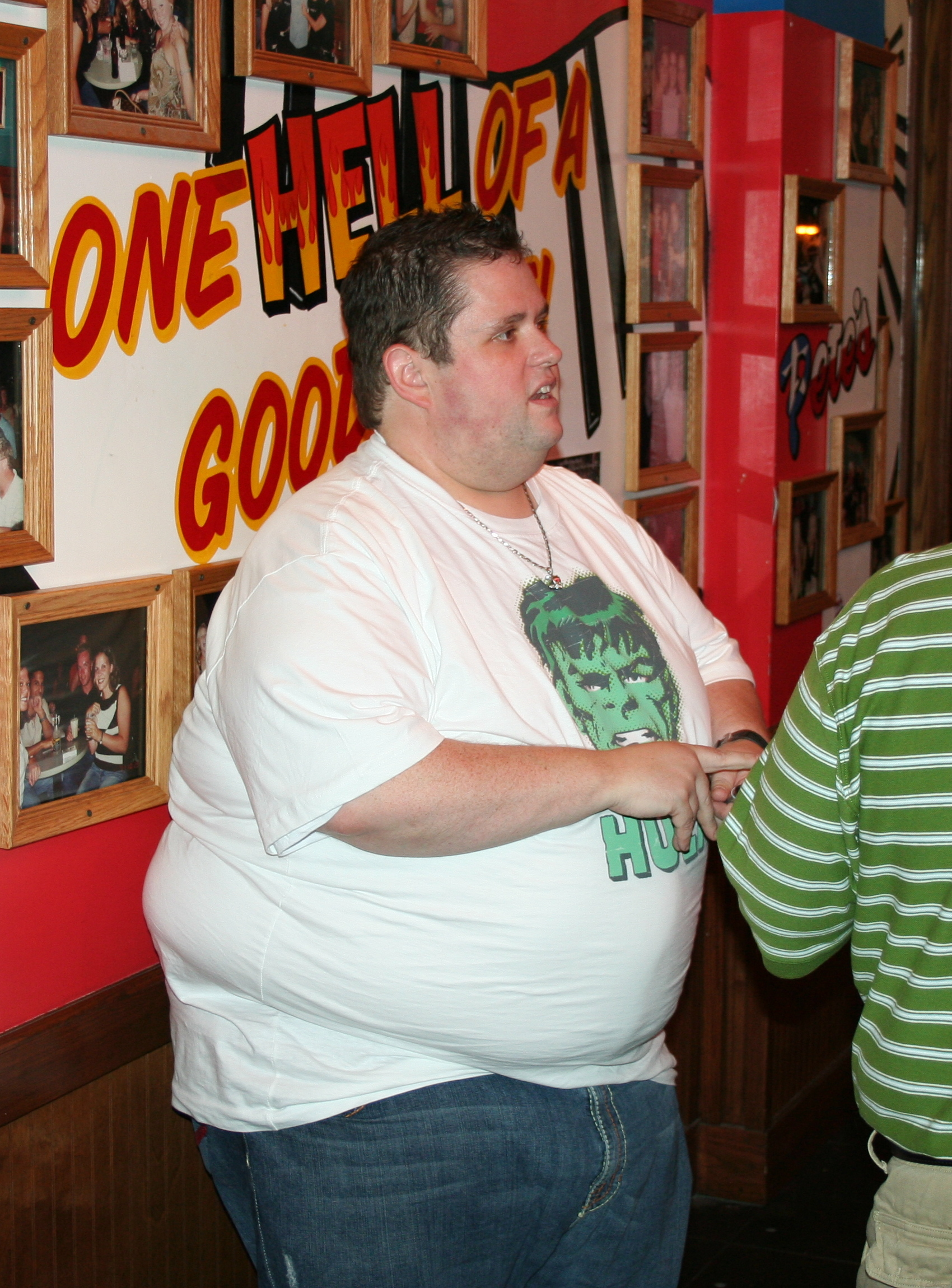
Ralphie May (1972–2017)

- May, Raphael Ernst (1858–1933), deutscher Wirtschaftspublizist
- May, Regina (1923–1996), deutsche Grafikerin, Illustratorin und Modegrafikerin
- May, Reginald (1879–1958), britischer General
- May, Reinhard (1947–2024), deutscher Rechtswissenschaftler und Philosoph
- May, Renato (1909–1969), italienischer Filmeditor und Filmregisseur
- May, Richard (1886–1970), deutsch-amerikanischer Journalist und Schriftsteller
- May, Richard (1938–2004), britischer Jurist und Politiker. Internationaler Strafgerichtshof
- May, Robert (1936–2020), australischer Physiker und Biologe
- May, Roland (* 1942), deutscher Fußballspieler
- May, Roland (* 1955), deutscher Schauspieler, Theaterregisseur und Intendant
- May, Roland (* 1960), deutscher Filmregisseur und Autor
- May, Rollo (1909–1994), US-amerikanischer existenzialistischer PsychotherapeutRollo May (1909–1994)

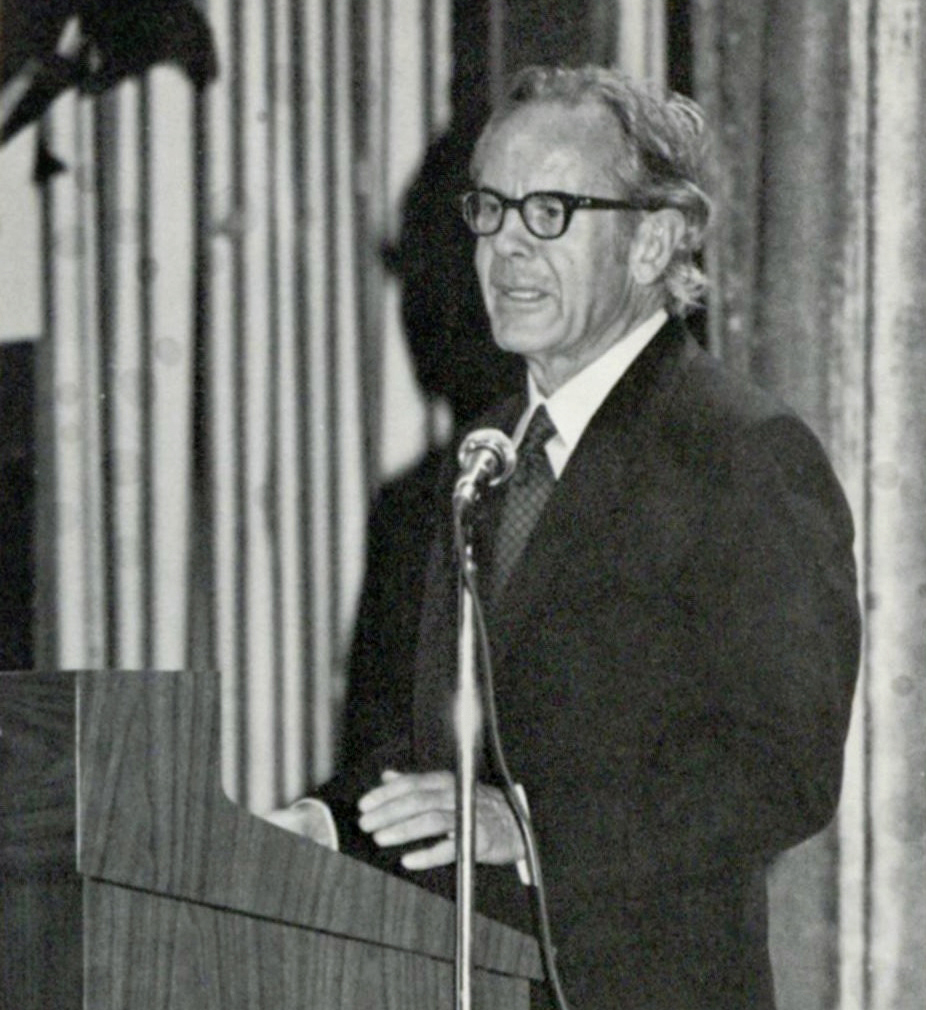
Rollo May (1909–1994)

- May, Rüdiger (1949–2024), deutscher Politikwissenschaftler, PR-Berater und Autor
- May, Rüdiger (* 1974), deutscher Boxer
- May, Rudolf (1902–1941), deutsch-österreichischer SA-Führer
- May, Rudolf (1953–2015), deutscher Fußballtrainer und -funktionär
- May, Ruth (* 1967), britische Krankenschwester, Oberste Pflegebeauftragte für England
- May, Samuel E., US-amerikanischer Politiker
- May, Sean (* 1984), US-amerikanischer Basketballspieler
- May, Sebastian (* 1988), deutscher Straßenradrennfahrer
- May, Sibylle, englische Bildhauerin
- May, Stefan (* 1956), deutscher Volkswirt
- May, Stevie (* 1992), schottischer Fußballspieler
- May, Suzanne (* 1971), britische Schauspielerin
- May, Tanja (* 1947), deutsche Schlagersängerin
- May, Tanja (* 1973), deutsche Boulevard-Journalistin
- May, Teresa (* 1966), britisches Glamour-Model
- May, Theresa (* 1956), britische Politikerin, Premierministerin (2016–2019)Theresa May (* 1956)

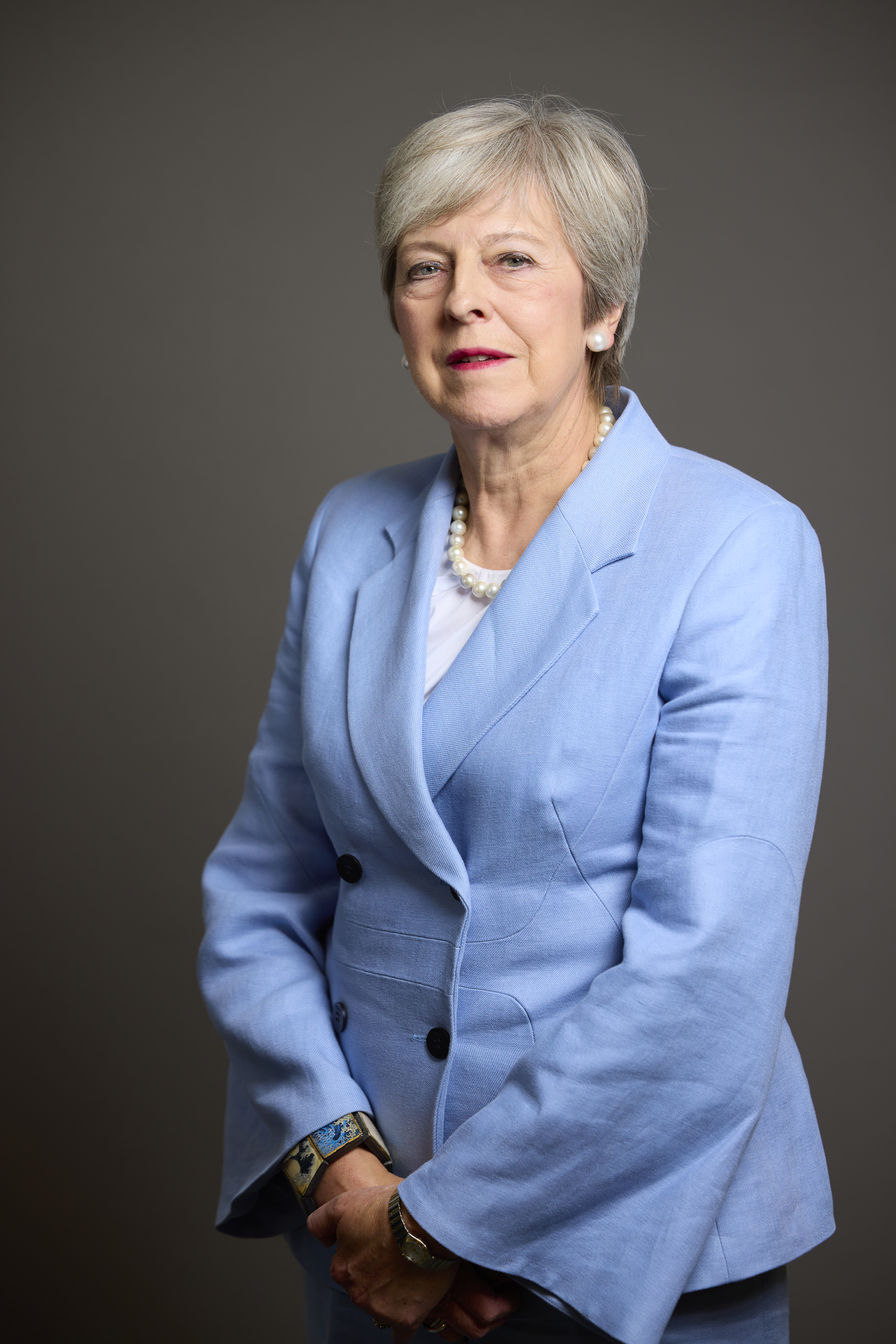
Theresa May (* 1956)

- May, Thomas (1595–1650), englischer Schriftsteller, Dichter und Historiker
- May, Thomas (* 1959), deutscher American-Football-Spieler
- May, Thomas (* 1975), österreichischer Radio- und Fernsehmoderator
- May, Tim (* 1991), deutscher Eishockeyspieler
- May, Timothy C. (1951–2018), US-amerikanischer Informatiker
- May, Tina (1961–2022), britische Jazz-Sängerin
- May, Todd (* 1955), US-amerikanischer Philosoph
- May, Toni (1914–2004), deutscher Maler
- May, Torsten (* 1969), deutscher Boxer, Olympiasieger
- May, Walo von (1879–1928), Schweizer Buchillustrator und Künstler
- May, Walter (1900–1953), deutscher Politiker (SPD); Senator
- May, Walter (1937–2024), deutscher Architekturhistoriker und Autor
- May, Wera (1906–2003), deutsche Richterin eines Oberlandesgerichts und Verfassungsrichterin
- May, Wilhelm (1940–2010), deutscher Chronist und Publizist der Kreisstadt Sondershausen in Thüringen
- May, Willi (1911–1972), deutscher Fußballspieler
- May, William (1849–1930), britischer Flottenadmiral
- May, William L. (1793–1849), US-amerikanischer Politiker
- May, Willie (1936–2012), US-amerikanischer Hürdenläufer
- May, Willy (1896–1962), deutscher Schachkomponist
- May, Wolfgang, deutscher Automobilrennfahrer
- May-Edge, Carey (* 1959), irische Marathonläuferin
- May-Hülsmann, Valerie (1883–1946), deutsche Porträt-, Landschafts- und Stilllebenmalerin und Illustratorin für Jugendbücher
- May-Mitsching, Lisa (* 1991), deutsche Synchronsprecherin
- May-Pillesmüller, Paula (1891–1946), österreichische Malerin und Kunstpädagogin
- May-Treanor, Misty (* 1977), US-amerikanische BeachvolleyballspielerinMisty May-Treanor (* 1977)

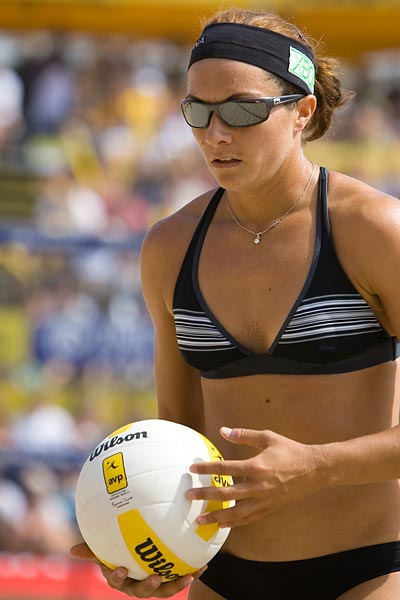
Misty May-Treanor (* 1977)

- May-Welby, Norrie (* 1961), britisch-australische Person, Cartoonist, Aktivist, offiziell geschlechtslos
- May-Wolsdorff, Ricky (* 1963), österreichische Schauspielerin und Regisseurin
- May-Yong, Mabel (1884–1968), deutsche Tänzerin und Stummfilmschauspielerin